# SOR C 7.5
SOR C 7.5 — пригородный автобус, выпускаемый чешской компанией SOR Libchavy с 1993 по 2001 год.

## Конструкция
Дизайн автобуса SOR C 7.5 идентичен автобусу SOR B 7.5. В отличие от него, автобус позиционируется, как пригородный. Также автобус оборудован двумя одностворчатыми выдвижными дверьми. Компоновка автобуса заднемоторная, заднеприводная. Кузов сделан из металла, салон выполнен в пластиковой оправе.

## Производство
SOR C 7.5 был первым автобусом компании SOR. Его прототип был спроектирован в 1993 году, серийно автобус производился с 1995 года. В 2001 году автобус был снят с производства.